# خليفة بن زايد بن خليفة آل نهيان
خليفة بن زايد بن خليفة بن شخبوط بن ذياب بن عيسى بن نهيان آل نهيان، هو الابن الأكبر لحاكم أبو ظبي زايد بن خليفة آل نهيان. كان شقيقًا لأربعة من حكام أبوظبي، طحنون، حمدان، صقر وسلطان. رفض خليفة اعتلاء العرش عندما توفي والده عام 1909، لأن والدته توسلت إليه أن يرفض، لأنها كانت متأكدة من أنه سيُقتل. يقال إنه بنى قلعة المويجعي في ما يعرف الآن بمدينة العين في أوائل القرن العشرين، في عهد والده.
أحفاده حمدان، مبارك، طحنون وسيف أبناء محمد بن خليفة آل نهيان، كانوا الداعمين الرئيسيين للشيخ زايد بن سلطان آل نهيان عندما أصبح حاكماً لأبو ظبي عام 1966. لقد تولوا العديد من الأدوار العامة الرئيسية. وهو الجد الأكبر للشيخ نهيان بن مبارك آل نهيان.